# توماس فریشنکت
توماس فریشنکت (انگلیسی: Thomas Frischknecht؛ زادهٔ ۱۷ فوریهٔ ۱۹۷۰) دوچرخه‌سوار اهل سوئیس است.
وی در مسابقات کشوری و بین‌المللی در مجموع برندهٔ ۳ مدال طلا، ۶ مدال نقره، ۲ مدال برنز شده‌است.